# Pensie alimentară
Pensia alimentară (numită oficial, pensie de întreținere minor) reprezintă obligația părintelui necustodian (sau a părintelui custodian nerezident) în favoarea copilului, stabilită în urma pronunțării unei sentințe de divorț sau în urma separării unor părinți necăsătoriți. Acest tip de obligație este general valabilă în lume pentru părinții divorțați.  În România obligația este reglementată de articolele  529 - 534 din noul Cod Civil. Dacă în vechiul cod civil posibilitatea plății în natură exista din punct de vedere teoretic, jurisprudența română nu a aplicat-o dând preferință plății pensiei alimentare în bani. Noul cod civil, care instituie custodia comună a celor doi părinți asupra minorului după divorț, dă o preferință plății pensiei în natură (prin Art. 530), plata în bani fiind o alternativă în cazul în care unul dintre părinți  nu se achită de această obligație sau cere expres să efectueze plata pensiei alimentare în bani. O altă noutate introdusă de codul civil este aceea că, în România, stabilirea obligației de întreținere se face pentru ambii părinți, indiferent cu cine va locui copilul (spre deosebire de Codul Familiei care a fost abrogat și care stabilea obligația de plată a pensiei de întreținere doar asupra aceluia dintre părinți care nu primea încredințarea minorului).

## Plata dreptului de întreținere pentru cazul părinților situați în state diferite
Pentru a obliga un debitor aflat într-un stat din afara Uniunii Europene să achite cheltuielile de întreținere trebuie să faceți apel la instanțele statului în care solicitați executarea hotărârii judecătorești. Convențiile internaționale, cum sunt cele incluse în lista de mai jos, vă pot asista în executarea obligației legale de întreținere în străinătate. 
- Explicații despre Pensia de întreținere pe Portalul web al Rețelei judiciare Europene

## Pensia de întreținere minor în SUA[1]
Conform recensământului din anul 2002, în SUA există 13,4 milioane de părinți rezidenți care au în îngrijire 21,5 milioane de minori sub 21 de ani și pentru care cel de al doilea părinte nu locuia cu aceștia (părintele nerezident). Aproximativ 5 din 6 dintre părinții rezidenți sunt mame și doar 15,6% dintre părinții rezidenți sunt tați. Proporțiile nu s-au schimbat din punct de vedere statistic față de recensământul din 1994. Aproximativ trei sferturi dintre părinții rezidenți au primit într-o formă sau alta susținere financiară din partea părinților nerezidenți deși există decizii ale instanțelor de stabilire a pensiei alimentare în doar 59% din cazuri. În anul 2001, cei 6,9 milioane de părinți custodieni principali (părinți rezidenți) care au primit sume de bani cu titlul de pensie de întreținere minori (sau ca urmare a unei decizii judecătorești sau ca urmare a unor înțelegeri în afara instanței de judecată) aveau de primit în medie sume de aproximativ 5000 de dolari americani în anul 2001. Dintre aceste sume, în realitate părinții rezidenți au primit, în medie 3200 dolari. Din punct de vedere statistic s-a observat o corelație între susținerea financiară oferită de părintele nerezident și existența unor programe agreate de legături personale între minor și părintele necustodian (în cazul custodiei unice) respectiv existența unui aranjament de tip custodie comună:
| “                                 | O largă majoritate (85,3%) dintre cei 6,9 milioane de părinți custodieni rezidenți care trebuiau să primească pensie de întreținere minor aveau un aranjament de tip custodie comună sau programe de legături personale pe care le respectau cu părintele nerezident și aproximativ trei sferturi dintre aceștia (77,1%) primeau în mod efectiv pensie de întreținere minor. Dintre părinții rezidenți care nu aveau un aranjament de tip custodie comună (fiind părinți custodieni unici) sau care nu aveau/nu respectau un program de legături personale între minor și celălalt părinte, doar jumătate au primit vreo plată în contul pensiei de întreținere a minorului | ” |
| — Recensământul SUA din anul 2002 | |   |

Pe lângă pensia de întreținere minor plătită în bani, o susținere importantă a minorilor a venit sub forma unei susțineri în natură. Și în acest caz se observă o corelare statistică între aranjamentul de tip custodie comună (sau cel în care există un aranjament de tip custodie unică cu program de legături personale agreat și respectat de ambele părți) și existența susținerii ne-financiare. Aproximativ 61% dintre toți părinții rezidenți care au primit cel puțin un tip de susținere ne-financiară comparat cu doar 54.1% dintre părinții care nu aveau un aranjament de tip custodie comună. Cele mai frecvente tipuri de susținere raportate au fost: daruri cu ocazia zilelor de naștere, vacanțelor sau cu alte ocazii (58,2%), haine (39,3%), mâncare sau bunuri de băcănie (28,5%), plata cheltuielilor medicale altele decât cele cu asigurarea medicală (18,7%), plata parțială sau totală a costurilor legate de participarea copiilor în tabere școlare de vară (10,1%).

## Pensia de întreținere în România
Executarea în natură a obligației de întreținere este reglementată de art. 530 NCC. executarea în natură a obligației de întreținere reprezintă regula, și nu excepția . Această concluzie este sprijinită de modul de redactare a art. 530 NCC, care, în primul alineat arată cum se execută obligația de întreținere (în natură), iar, în alineatul al doilea, arată că numai dacă nu se realizează de bunăvoie executarea acestei obligații în natură, se va dispune executarea prin plata unei pensii de întreținere, stabilită în bani. Prin urmare, stabilirea unei pensii de întreținere în bani reprezintă o situație de excepție, care intervine numai atunci când nu se execută în natură, de bunăvoie, obligația de întreținere.
Această situație este fundamental diferită față de cea existentă sub imperiul fostului Cod al familiei, unde executarea în natură se situa pe aceeași treaptă cu plata unei pensii în bani, dând posibilitatea instanței să aleagă oricare dintre aceste variante. 

### Noul cod civil român
- Art. 402 - Stabilirea contribuției părinților (la cheltuielile de creștere, educare, învățătură și pregătire profesională a copiilor).
- Art. 525 - Dreptul la întreținere al minorului.
- Art. 529 - Cuantumul întreținerii
- Art. 530 - Modalitățile de executare (ale obligației de întreținere)
- Art. 531 - Modificarea și încetarea pensiei de întreținere
- Art. 532 - Data de la care se datorează pensia de întreținere
- Art. 533 - Plata pensiei de întreținere
- Art. 534 - Restituirea întreținerii nedatorate
- A se vedea și articolele de la Titlul Obligația de întreținere

### Articole web
- Pensia alimentară în Manualul de implementare al custodiei unice editat de către ARPCC Arhivat în 2 august 2010, la Wayback Machine.
- Pensia alimentară pe situl UrbanIulian.Ro Arhivat în 25 decembrie 2011, la Wayback Machine.
- Pensia alimentară în Romania